# Le foglie e il vento
Le foglie e il vento è un album discografico del cantautore italiano Ron, pubblicato l'11 novembre 1992.
Nel disco è contenuta la famosa Non abbiam bisogno di parole.
Il tour che seguì l'uscita dell'album, vinse il premio come miglior tour dell'anno.

## Tracce
1. Non abbiam bisogno di parole – 4:17
2. Sabato animale – 5:03
3. Cosa sarà – 5:05
4. Gabbiano – 5:30
5. Dentro ai tuoi occhi o mai più – 5:04
6. Le foglie e il vento – 5:33
7. Paura – 3:37
8. A un passo dai miei sogni – 3:56
9. Mi hai preso il cuore – 4:38
10. Gerico – 5:40

## Formazione
- Ron - voce, chitarra acustica, tastiera, pianoforte, programmazione
- Chicco Gussoni - chitarra elettrica
- Carmelo Isgrò - basso
- Fabio Coppini - tastiera, sintetizzatore, programmazione
- Greg Walsh - programmazione, sintetizzatore
- Chris Cameron - pianoforte
- Paolo Bianchi - batteria
- Iskra Menarini - cori
- Renzo Meneghinello - cori
- Fawzia Selama - cori
- Angela Parisi - cori
- Paola Folli - cori
- Roberto Oreti - cori
- Linda Wesley - cori
- Marcello De Toffoli - cori